# Karl Blühm
Karl Blühm (17. Oktober 1910 in Wien – 10. Oktober 1996 in Salzburg) war ein österreichischer Theater- und Filmschauspieler.
Blühm trat regelmäßig bei den Salzburger Festspielen auf, wo er – im Jedermann am Domplatz – 1949 den Teufel, zwischen 1950 und 1960 die Stimme des Herrn, von 1961 bis 1965 den Schuldknecht, schließlich 1972 den Tod und bis 1982 den Hausvogt und den Knecht verkörperte. 1965 verkörperte er den Alten Bauern im Faust, 1973 und 1974 war er in beiden Teilen von Giorgio Strehlers Inszenierung des Historiendramas Spiel der Mächtigen beteiligt.

## Filmografie
- 1942: Wiener Blut
- 1942: Geliebte Welt
- 1942: Wen die Götter lieben
- 1942: Der Hochtourist
- 1944: Am Vorabend
- 1958: Jedermann (Ernst Lothar)
- 1961: Jedermann
- 1961: Die Jakobsleiter
- 1964: Der Verschwender
- 1965: Der Alpenkönig und der Menschenfeind
- 1966: Ein Bruderzwist in Habsburg
- 1970: Jedermann (Hermann Lanske)
- 1972: Die Abenteuer des braven Soldaten Schwejk, Folge 6